# Підводний тунель

1 — міст; 2 — «затоплений плавучий тунель»; 3 — «занурена труба»; 4 — «під дном»

Підводний тунель — тунель, що повністю або в значній своїй частині знаходиться під водою. 
Підводні тунелі досить затратні у будівництві та обслуговуванні, тому найчастіше вони споруджуються там, де зведення моста або поромне сполучення неможливі, або нерентабельні 
. 
Відносно короткі підводні тунелі можуть бути як автомобільними, так і залізничними та автомобільно-залізничними, та пішохідно-велосипедними; проте найдовші підводні тунелі світу є виключно залізничними (в них курсують тільки електровози без вихлопних газів) — це пов'язано зі складнощами вентиляції 
.
Підводні тунелі бувають трьох типів: «занурена труба»
, 
«затоплений плавучий тунель» 

і «під дном».
Станом на 2022 рік у всьому світі збудовано понад 150 підводних тунелів, приблизно дві третини з яких призначені для автомобільного та/або залізничного транспорту, а решта — водопроводи або кабельні тунелі 
.

## Переваги та недоліки

### Переваги підводних тунелів над мостами
- Підводний тунель не заважає судноплавству[6] .
- Міст може бути закритий через погодні умови, наприклад, при сильному вітрі.
- Витягнутий при будівництві тунелю ґрунт може бути використаний, наприклад, для намивних територій. Так, парк Самфір-Го[en] було створено на ґрунті, витягнутому при спорудженні Євротунелю.
- Зі збільшенням довжини загальна вартість тунелю зростає повільніше — з мостами ситуація зворотня[6].

### Переваги підводних тунелів над поромними переправами
- Поромна переправа може бути закрита — з більшою ймовірністю, ніж міст — через погодні умови.
- Рух тунелем у багато разів швидше, ніж на поромі.
- У поромів набагато нижча пропускна спроможність.

### Недоліки підводних тунелів перед мостами
- Підводні тунелі набагато дорожчі за мости в плані обслуговування та безпеки.

### Недоліки підводних тунелів перед поромними переправами
- Підводні тунелі набагато дорожчі за поромні переправи в плані обслуговування та безпеки.
- Тунель не має «гнучкості»: поромний маршрут можна легко змінити в разі потреби.

## Нині існуючі підводні тунелі
На квітень 2022
Сортування за замовчуванням — за довжиною, за спаданням. Також будь-який стовпець можна відсортувати за алфавітом (зростанням/зменшенням), натиснувши на чорні трикутники в заголовку стовпця. .
| Назва                         | Місцезнаходження | Довжина, км                                             | Рік відкриття                                        | Коментарі, посилання |
| ----------------------------- | --- | ------------------------------------------------------- | ---------------------------------------------------- | --- |
| Сейкан                        | Японія, між островами Хонсю і Хоккайдо, під Сангарською протокою                                                                | 53,85                                                   | 1988                                                 | Найглибше залягаючий під морським дном (опускається на глибину близько 240 метрів, на 100 метрів нижче рівня морського дна) і другий по довжині залізничний тунель у світі. Довжина підводної частини – 23,3 км.                       |
| Євротунель                    | Велика Британія та Франція, під протокою Ла-Манш                                                                                | 50,45                                                   | 1994                                                 | Найдовший міжнародний тунель у світі. Довжина підводної частини – 37,9 км. Див тж. ст. Заплановані фіксовані морські лінії Британських островів.                                                                                       |
| Рифаст                        | Норвегія, Ругаланн, між містами Ставангер та Странн                                                                             | 14,459                                                  | 2019                                                 | Найдовший і найглибший підводний автомобільний тунель у світі. Найглибша точка знаходиться на позначці 292 м нижче за рівень моря. Див. також Список підводних тунелів Норвегії.                                                       |
| Мармарай                      | Туреччина, Стамбул, між районами Зеїтінбурну та Кадикьой, під протокою Босфор                                                   | 13,5                                                    | 2013                                                 | Частина одноіменної системи приміських залізничних пасажирських перевезень Стамбула. |
| Естурояртуннілін              | Фарерські острови, між островами Естурой (селище) Рунавік) та Стреймой (селище Стрендур), під протокою Tangafjørður             | 11,238                                                  | 2020                                                 | Перша і фактично єдина у світі підводна автомобільна розв'язка. Вартість будівництва склала близько мільярда крон. |
| Тунель під Токійською затокою | Японія, між Кавасакі (Канагава) і Кісарадзу (Тіба), під Токійською затокою                                                      | 9,6                                                     | 1997                                                 | |
| Бемлафіорд                    | Норвегія, між островом Фейно (Стур) та містом Свейу (Гордаланн), під фіордом Бемла                                              | 7,82                                                    | 2000                                                 | Найнижча щодо рівня моря точка (-262 м) всіх європейських маршрутів. |
| Ейксуннський тунель           | Норвегія, Мере-ог-Ромсдал, між містами Ерста та Ульстейн, під фіордом Вартдалс                                                  | 7,765                                                   | 2008                                                 | Найглибша точка знаходиться на позначці 287 м нижче за рівень моря. |
| Ослофіорд                     | Норвегія, Бускеруд, між містами Гурум та Фрогн, під фіордом Осло                                                                | 7,306                                                   | 2000                                                 | |
| Тунель під Амуром             | Росія, Хабаровськ, Транссибірська магістраль, під річкою Амур                                                                   | 7,198                                                   | 1942                                                 | Дублює Хабаровський міст. |
| Северн                        | Велика Британія, між Південним Глостерширом (Англія) і Монмутширом (Уельс), під річкою Северн                                   | 7,008                                                   | 1886                                                 | Довжина підводної частини — 3,62 км. |
| Нордкап                       | Норвегія, Трумс-ог-Фіннмарк, Нордкап, від півострова Порсангер до острова Магерея                                               | 6,875                                                   | 1999                                                 | |
| Гонконг — Чжухай — Макао      | Гонконг, Макао та Чжухай, під дельтою Чжуцзян                                                                                   | 6,7                                                     | 2018                                                 | Загальна довжина надводно-підводного комплексу (три вантових мости, підводний тунель і чотири штучні острови) — 55 км. |
| Нордоя                        | Фарерські острови, між островами Естурой (селище Лайрвуйк) і Борой (селище Клаксвуйк)                                           | 6,186                                                   | 2006                                                 | |
| Байфіорд                      | Норвегія, Ругаланн, між селищем Гредем (Рандаберг) та островом Сокн (Ставангер), під фіордом Бай                                | 5,875                                                   | 1992                                                 | Глибина досягає 223 м нижче рівня моря. |
| Трансбей                      | США, Каліфорнія, між Сан-Франциско та Оклендом, під затокою Сан-Франциско                                                       | 5,8                                                     | 1974                                                 | |
| Гваль-фіорд                   | Ісландія, між регіонами Вестурланд та Гевюдборгарсвайдід, под фіордом Гваль                                                     | 5,77                                                    | 1998                                                 | Глибина досягає 165 м нижче за рівень моря. Частина дороги Грінгвегюр. |
| Атлантичний океан             | Норвегія, Мере-ог-Ромсдал, між містами Крістіансунн та Аверей                                                                   | 5,727                                                   | 2009                                                 | Частина Атлантичної дороги. Глибина досягає 250 м нижче рівня моря. |
| Гітра                         | Норвегія, Тренделаг, Гітра, між островом Гітра та континентом                                                                   | 5,645                                                   | 1994                                                 | |
| Великий бостонський тунель    | США, Массачусетс, Бостон | 5,6                                                     | 2003                                                 | |
| Тунель під бухтою Цзяочжоу    | КНР, Шаньдун, Циндао, під бухтою Цзяочжоувань                                                                                   | 5,55                                                    | 2011                                                 | Тунель відкритий в один день з найближчим мостом завдовжки 26,7 км |
| Євразія                       | Туреччина, Стамбул, між районами Кумкапи та Кадикьой, під протокою Босфор                                                       | 5,4                                                     | 2016                                                 | |
| Фрея                          | Норвегія, Тренделаг, між містами Фрея та Гітра, під фіордом Фрей                                                                | 5,305                                                   | 2000                                                 | |
| Фрейфіорд                     | Норвегія, Мере-ог-Ромсдал, між містами Крістіансунн та Ємнес, під фіордом Фрей                                                  | 5,086                                                   | 1992                                                 | |
| Воар                          | Фарерські острови, між островом Стреймой (місто Торсгавн) та аеропортом «Вагар»                                                 | 4,9                                                     | 2002                                                 | |
| Мастрафіорд                   | Норвегія, Ругаланн, місто Ставангер, між островами Мостерей та Реннесей                                                         | 4,424                                                   | 1992                                                 | |
| Гальсней                      | Норвегія, Гордаланн, місто Квіннгерад, між островом Галсней та материком                                                        | 4,12                                                    | 2008                                                 | |
| Годей                         | Норвегія, Мере-ог-Ромсдал, місто Їске, між островами Їске та Годея                                                              | 3,844                                                   | 1989                                                 | |
| Валер                         | Норвегія, Естфолл, місто Валер                                                                                                  | 3,755                                                   | 1989                                                 | |
| Каммон                        | Японія, між островами Хонсю та Кюсю, під протокою Каммон                                                                        | 3,604                                                   | 1942                                                 | |
| Еллінгсей                     | Норвегія, Мере-ог-Ромсдал, місто Олесунн, під фіордом Еллінгсей                                                                 | 3,52                                                    | 1987                                                 | |
| Тромсесунн                    | Норвегія, Трумс-ог-Фіннмарк, місто Тромсе, між островом Тромсея та материком, під протокою Тромсе                               | 3,5                                                     | 1994                                                 | |
| Новий тунель під Ельбою       | Німеччина, Гамбург, під річкою Ельба                                                                                            | 3,325                                                   | 1975                                                 | |
| Істерн-гарбор-кроссінг        | Гонконг, між островом Гонконг (район Кворрі-Бей) та півостровом Цзюлун (район Чхакуолен), під бухтою Вікторія                   | 3,3                                                     | 1989                                                 | |
| Лефортовський тунель          | Росія, Москва, ТТК, під річкою Яуза                                                                                             | 3,246                                                   | 2003                                                 | |
| Квінсвей                      | Велика Британія, між Ліверпулем та Беркенгедом, під річкою Мерсі                                                                | 3,24                                                    | 1934                                                 | |
| Варде                         | Норвегія, Трумс-ог-Фіннмарк, Варде, між островом Вардея та селищем Свартнес (півострів Варангер)                                | 2,89                                                    | 1982                                                 | |
| Тунель Бруклін — Беттері      | США, Нью-Йорк, між Брукліном та Мангеттеном, під протокою Іст-Рівер                                                             | 2,779                                                   | 1950                                                 | |
| Фаннефіорд                    | Норвегія, Мере-ог-Ромсдал, місто Молде, під фіордом Фанне                                                                       | 2,743                                                   | 1991                                                 | |
| Ря                            | Норвегія, Трумс-ог-Фіннмарк, місто Тромсе, між островом Сер-Квалей та материком                                                 | 2,675                                                   | 2011                                                 | |
| Тунель Голланда               | США, між Нью-Джерсі (Джерсі-Сіті) та Нью-Йорком (Сохо)                                                                          | 2,608                                                   | 1927                                                 | |
| Тунель Лінкольна              | США, між Нью-Джерсі (Вігокен) та Нью-Йорком (Мідтаун)                                                                           | 2,504 (центральний) 2,281 (північний) 2,440 (південний) | 1937 (центральний) 1945 (північний) 1957 (південний) | Комплекс з трьох тунелів. |
| Флеккерей                     | Норвегія, Вест-Агдер, Крістіансанн                                                                                              | 2,321                                                   | 1989                                                 | |
| Тунель під Сіднейською бухтою | США, Сідней, під Сіднейською бухтою                                                                                             | 2,3                                                     | 1992                                                 | |
| Тунель під Єнісеєм            | Росія, Красноярський край, Сухобузимський район, біля міста Желєзногорськ, під річкою Єнісей                                    | 2,2                                                     | 1985                                                 | Напівкинутий |
| Бьорей                        | Норвегія, Гордаланн, між містами Ейгарден та Берген                                                                             | 2,012                                                   | 1996                                                 | |
| Вестерн-гарбор-кроссінг       | Гонконг, між островом Гонконг (район Сайвань) та півостровом Цзюлун (район Західний Ковлун), під бухтою Вікторія                | 1,97                                                    | 1997                                                 | |
| Тунель Квінс — Мідтаун        | США, Нью-Йорк, між Мангеттеном та Квінсом, під протокою Іст-Рівер                                                               | 1,955                                                   | 1940                                                 | |
| Скатестраум                   | Норвегія, Вестланн, місто Бремангер, між островами Ругсундей та Бремангерландет                                                 | 1,902                                                   | 2002                                                 | |
| Крос-Гарбор                   | Гонконг, між островом Гонконг (район Козвей-Бей) і півостровом Цзюлун (райони Чимсачей-Іст та Гунгам-Бей ), під бухтою Вікторія | 1,86                                                    | 1972                                                 | |
| Квалсунн                      | Норвегія, Трумс-ог-Фіннмарк, місто Тромсе, між островами Сер-Квалей та Рінгвассей                                               | 1,685                                                   | 1988                                                 | |
| Тунель Ахмеда Гамді           | Єгипет, під Суецьким каналом | 1,63                                                    | 1981                                                 | |
| Тунель Актіон — Превеза       | Греція, затока Амвракікос, між мисом Акціум і містом Превеза                                                                    | 1,57                                                    | 2002                                                 | |
| Тунель Детройт — Вінздор      | США (Мічиган, Детройт) та Канада (Онтаріо, Віндзор) під річкою Детройт                                                          | 1,57                                                    | 1930                                                 | |
| Ротергайт                     | Велика Британія, Лондон, між районами Лаймхаус (Тауэр-Гамлетс) та Ротергайт (Саутерк), під річкою Темза                         | 1,482                                                   | 1908                                                 | Рідкісний приклад суміщеного автомобільно-велосипедно-пішохідного тунелю. |
| Блекволл                      | Велика Британія, Лондон, між боро Тауер-Гемлетс та Гринвіч, під річкою Темза                                                    | 1,35 (західний) 1,174 (східний)                         | 1897 (західний) 1967 (східний)                       | Комплекс з двох тунелей. |
| Тунель порта Маямі            | США, Флорида, місто Маямі, між шосе MacArthur Causeway (острів Уотсон) та портом Маямі (острів Додж), під затокою Біскейн       | 1,3                                                     | 2010                                                 | |
| Тунель під Коацакоалькосом    | Мексика, Веракрус, між містом Коацакоалькос та селищем Вілья-де-Альєнде, під річкою Коацакоалькос                               | 1,1                                                     | 2017                                                 | Перший (і поки що єдиний) підводний тунель Мексики будувався 13 років і широко відомий у країні як «пам'ятник корупції». |
| Б'єрвіка                      | Норвегія, Осло, між районами Б'єрвіка та Филипстад                                                                              | 1,084                                                   | 2010                                                 | |
| Бенкгед                       | США, Алабама, місто Мобіл, під річкою Мобіл                                                                                     | 1,033                                                   | 1941                                                 | |
| Канонерський тунель           | Росія, Санкт-Петербург, Кіровський район, між Гутуевським та Канонерським островами, під Невською губою                         | 0,927                                                   | 1983                                                 | |
| Клайд                         | Велика Британія, Шотландія, Глазго, під річкою Клайд                                                                            | 0,762                                                   | 1963                                                 | |
| Тунель Джорджа Мессі          | Канада, Британська Колумбія, між містами Ричмонд та Дельта, під річкою Фрейзер                                                  | 0,629                                                   | 1959                                                 | До 1967 року мав назву «Тунель острова Діс», після чого було перейменовано на честь політика Нєємії Джорджа Мессі. |
| Вулідж                        | Велика Британія, Лондон, між районами Олд-Вулідж (Гринвіч) та Норт-Вулідж (Ньюем), під річкою Темза                             | 0,504                                                   | 1912                                                 | Пішоходний тунель. |
| Старий тунель під Ельбою      | Німеччина, Гамбург, під річкою Ельба                                                                                            | 0,426                                                   | 1911                                                 | |
| Тауерський тунель             | Велика Британія, Лондон, між районом Тауер-Гілл (Тауер-Гамлетс) і вулицею Тулі-стріт, під річкою Темза                          | 0,41                                                    | 1869                                                 | Перший рік був залізничним, з 1870 по 1894 — пішохідним (прохід коштував пів-пенні), після (через відкриття безкоштовної альтернативи — Тауерського мосту) був проданий London Hydraulic Power Company' і став технічно-водопровідним. |
| Тунель під Темзою             | Велика Британія, Лондон, між районами Ротергайт та Воппінг, під річкою Темза                                                    | 0,396                                                   | 1843                                                 | Будувався 18 років. Спочатку був призначений для руху кінних екіпажів і пішоходів, в 1869 став залізничним ('East London line), з 2010 року є частиною системи London Overground. Див тж. ст. Тунелі під Темзою.                       |
| Гринвіцький пішохідний тунель | Велика Британія, Лондон, між районами Гринвіч (Гринвіч) та Міллволл (Тауер-Гемлетс), під річкою Темза                           | 0,37                                                    | 1902                                                 | |